# ムカルナス

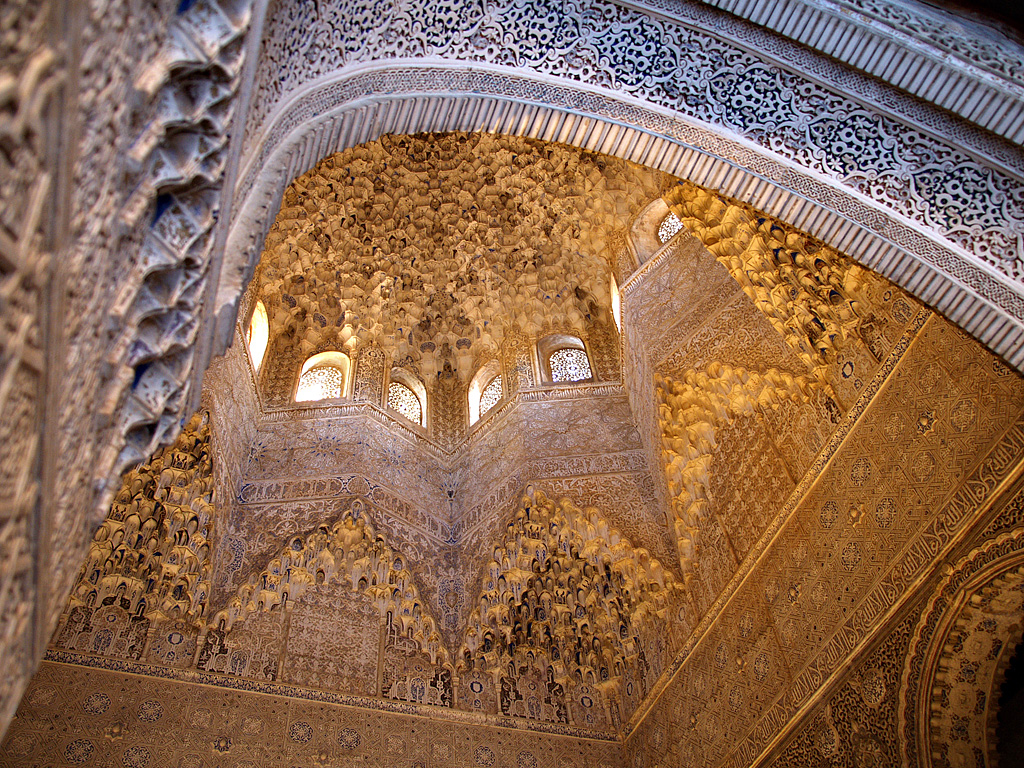
アルハンブラ宮殿のムカルナス（スペイン グラナダ）

ムカルナス（muqarnas、アラビア語: مقرنص）は、イスラーム建築で使われる持ち送り構造の装飾の一種。類似の用語としてモカラベがあるが、モカラベは alveole という要素を使って鍾乳石に似せたデザイン全般を指す。
ムカルナスは小さな尖った窪みが層を成して繰り返す形式で、煉瓦、石、漆喰、木などで作る。ドーム、穹隅、コーニス、スキンチ（スクインチ）、およびアーチやヴォールトの下面などに使われることが多い。
ムカルナスは鍾乳石の丸天井を意味するアラビア語で、10世紀中ごろイラン北西部で発展した建築上の装飾であり、ほぼ同じころ独自に北アフリカ中央部でも発展した。窪みのような要素が層を成して並んだ立体的な建築装飾である。ムカルナスは、単純な幾何学的要素を数種類繰り返したものである。
最初期のムカルナスとしては、イラクのサーマッラーにほど近いUqaylidの支配者が眠る Sharaf al-Dawla 廟または Imam Dur 廟にある。
他にもスペインのグラナダにあるアルハンブラ宮殿、バグダードにある Abbasid Palace、エジプトのカイロにあるスルターン Qaitbay の廟などに見られる。

## ギャラリー

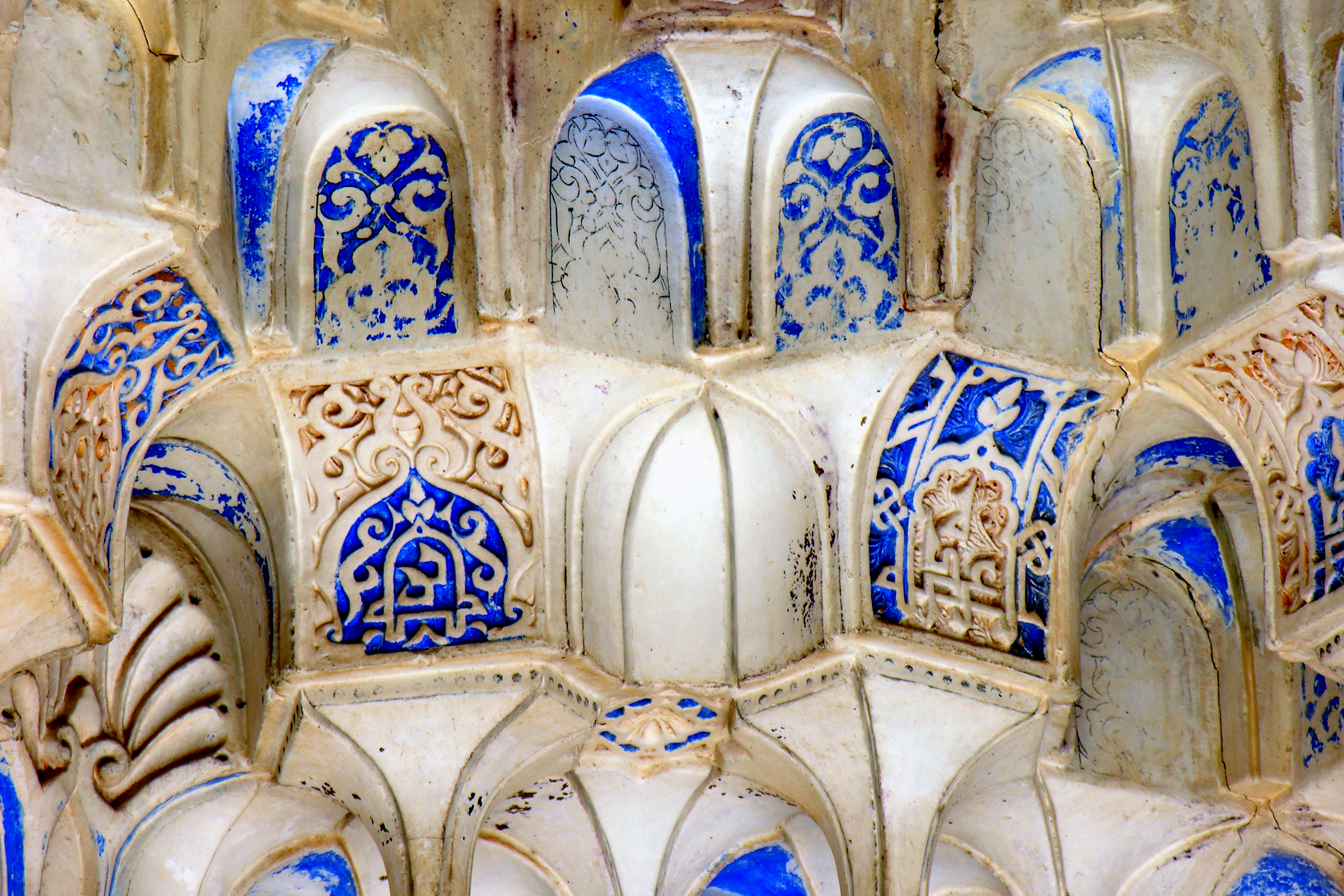
アルハンブラ宮殿
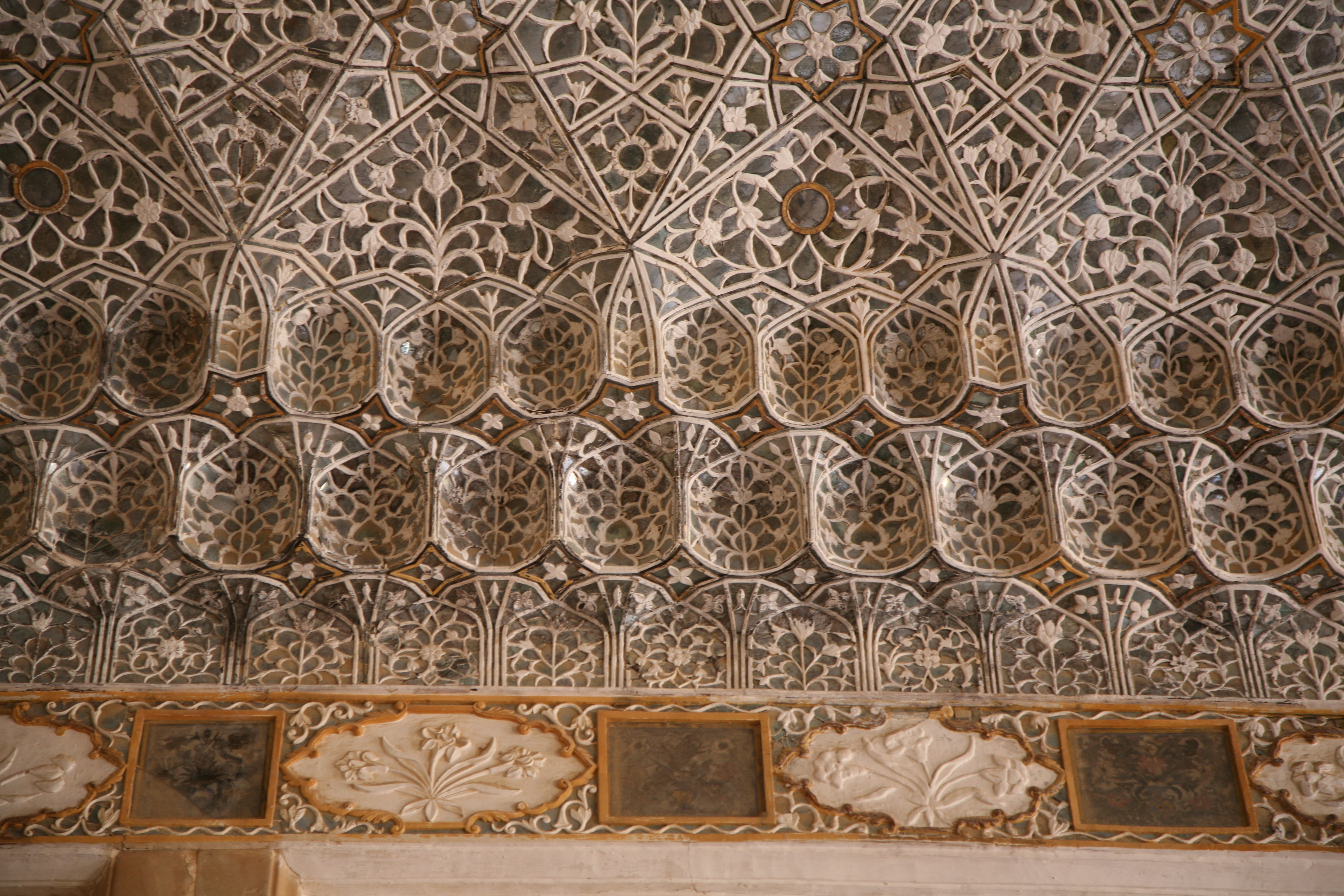
アンベール城
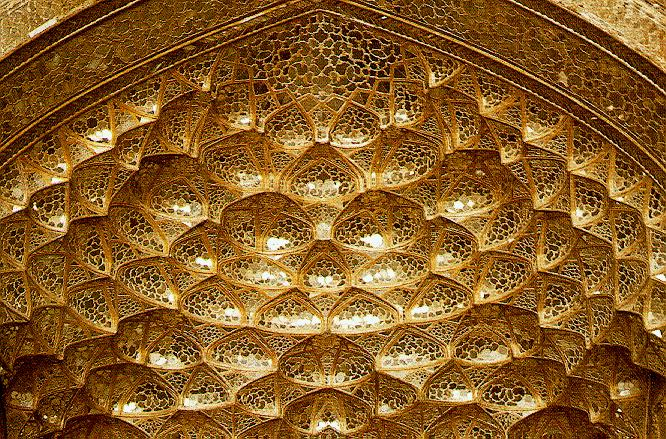
チェヘル・ソトゥーン宮殿
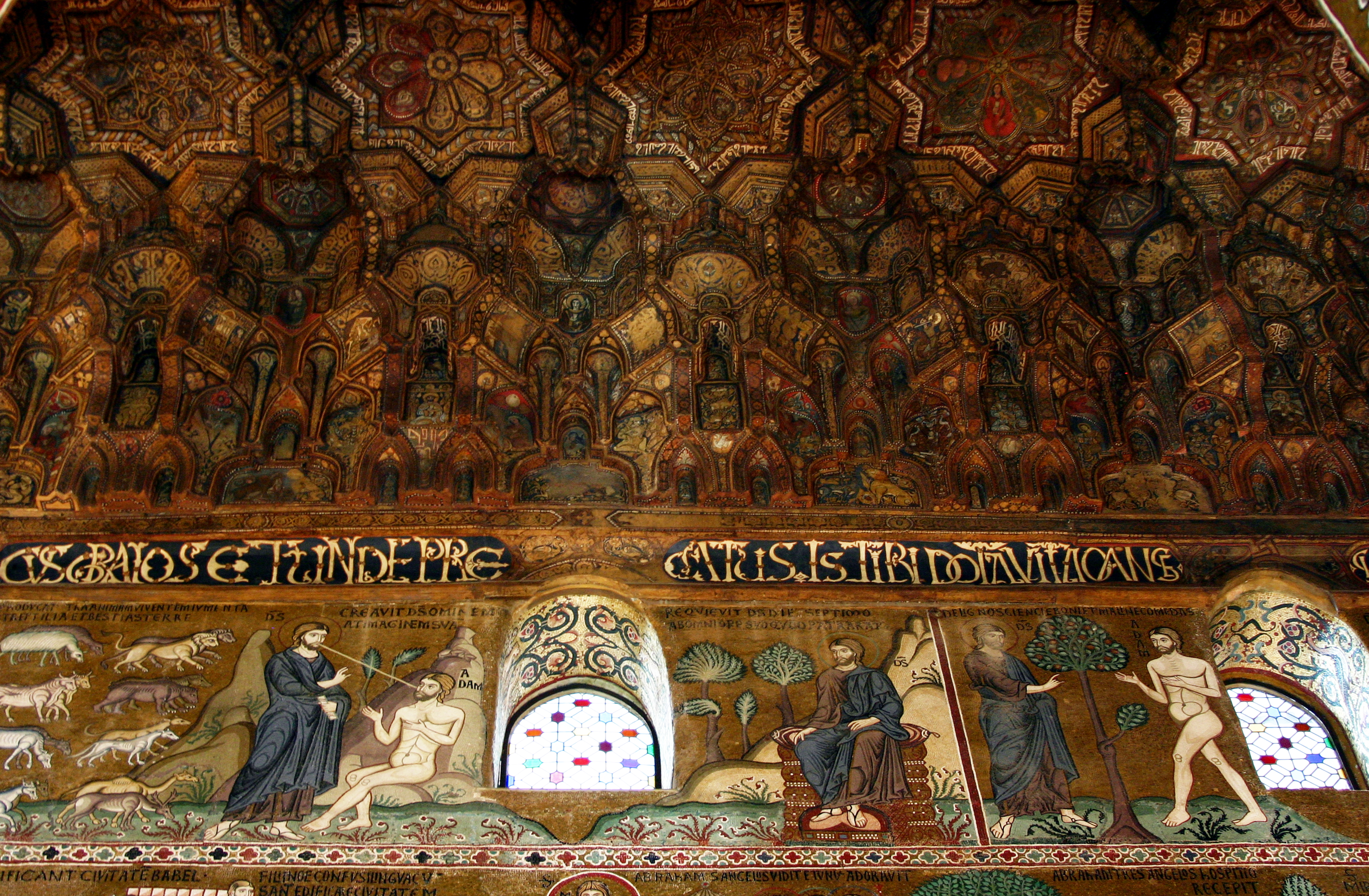
Cappella Palatina

## 関連文献
- 深見奈緒子「14世紀を代表するムカルナス : イスラーム建築におけるムカルナス・ヴォールティングに関する研究」『日本建築学会計画系論文集』第63巻第503号、日本建築学会、1998年、211-216頁、ISSN 18818161、NAID 110004654953、2020年8月8日閲覧。
- 深見奈緒子『イスラーム建築の世界史』岩波書店、2013年。ISBN 9784000281812。
- 深見奈緒子「イラン圏のムカルナスについての歴史的考察」『建築史学』第25巻、建築史学会、1995年、23-61頁、doi:10.24574/jsahj.25.0_23、ISSN 0289-2839、NAID 130007482758、2023年2月9日閲覧。